# Clarence Alexander
Pour les articles homonymes, voir Alexander.
Clarence Lee Alexander, né le 12 mars 1939, est un ancien grand chef des Gwich'in d'Alaska. Il a été premier chef de Fort Yukon de 1980 à 1994. 

## Biographie
Il a été élevé à «Shoo Taii», le «Happy Hill» qui est également connu sous le nom de « Alexander Village ». Alexander Village est à environ 20 milles au nord de Fort Yukon. 
Il est notamment connu pour avoir a co-écrit le dictionnaire Gwich'in avec son épouse, Virginia E. Alexander.
Il a co-fondé le Conseil des gouvernements tribaux de l'Athabascan avec Paul Williams Sr., l'ancien chef du village de Beaver, en Alaska. Il est l'un des quatre cofondateurs et président du Yukon River Inter-Tribal Watershed Council, un groupe de 70 Premières Nations et gouvernements tribaux couvrant le bassin versant du fleuve Yukon et qui se consacre à « la protection et la préservation du bassin hydrographique du fleuve Yukon. Il est l'ancien président de la Gwichyaa Zhee Corporation, la société villageoise locale de l'ANCSA. 
Il a fondé la radio Gwandak, KZPA 900 am, qui diffuse de Fort Yukon dans toute la région connue sous le nom de Yukon Flats.

## Conseil des gouvernements tribaux de l'Athabascan
Il est crédité, avec Paul Williams Sr. of Beaver, d'avoir fondé le Conseil des gouvernements tribaux de l'Athabascan, également connu localement sous le nom de « CATG »

## Conseil intertribal du bassin hydrographique du fleuve Yukon
Alexander est crédité, avec trois autres, pour avoir fondé le Yukon River Inter-Tribal Watershed Council, qui se compose de 70 tribus et Premières nations couvrant le bassin hydrographique du fleuve Yukon. Cette organisation se consacre à la préservation de l'eau propre, afin de permettre la pérennisation du mode de vie des tribus amérindiennes locales qui dépendent du fleuve.

## Prix
Le 30 novembre 2004, Clarence Alexander reçut le Prix du leadership autochtone Ecotrust 2004  pour ses nombreuses années de travail en faveur de la justice environnementale, des droits tribaux et de la protection du bassin versant du fleuve Yukon.
Le 20 octobre 2011, Clarence Alexander reçoit la Médaille présidentielle des citoyens 2011 des mains du président Barack Obama.